# Таваличево
Тавали́чево (болг. Таваличево) — село в Кюстендильській області Болгарії. Входить до складу общини Кюстендил.

## Населення
За даними перепису населення 2011 року у селі проживали 309 осіб, з них 307 осіб (99,4%) — болгари.
Розподіл населення за віком у 2011 році:
Динаміка населення: